# Лившиц, Иссахар Зельманович
Иссахар Зельманович Ли́вшиц  (в быту — Захар Семёнович; 23 августа [5 сентября] 1914, Вильна — 24 декабря 1990, Крымская АССР) — советский энтомолог и акаролог, известный специалист в области защиты садовых и декоративных растений, исследователь клещей. Зав. отдела энтомологии и фитопатологии Никитского ботанического сада. Профессор, доктор биологических наук, заслуженный деятель науки и техники Украины. Лауреат Государственных премий СССР и УССР.

## Биография
И. Лившиц окончил Харьковский строительный техникум, а затем — Ленинградский сельскохозяйственный институт и аспирантуру Всесоюзного института защиты растений (Ленинград). Молодого специалиста вместе с женой назначили на работу в Никитский ботанический сад. Они приехали сюда работать в начале 1941 года.
Когда началась Великая Отечественная война, он вместе с оборудованием, научным фондом и частью сотрудников эвакуируется на Северный Кавказ. Там в августе 1942 года в Пятигорске его мобилизовали в ряды Красной Армии.
Имея определенные ограничения по здоровью, он с 20 сентября 1942 года служил техником-лейтенантом при штабе инженерных войск Закавказского фронта, во 2-й тыловой бригаде разведки резерва главного командования (РГК). Затем, с февраля 1945 года он служил на Первом Украинском фронте и занимая должность помощника начальника 6-го (шифровального) отделения штаба 22 гвардейской моторизованной штурмовой инженерно-саперной бригады РГК.
Боевая служба Лившица отмечена орденом Красной Звезды (1945), орденом Отечественной войны 1-й степени (1985), медалью «За боевые заслуги» (1945), медалью «За оборону Кавказа» (1944) и рядом юбилейных медалей.
Отец энтомолога до войны работал сельским врачом в Винницкой области и был вместе с женой — матерью Иссахара Зельмановича — расстрелян нацистами.
Лившиц возвращается в Крым в 1946 году. Вместе с коллегами он работает над изучением вредителей сада и декоративных насаждений, разрабатывает, внедряет и совершенствует системы защиты от вредителей, готовит кадры энтомологов и многочисленные публикации. В 1964 году И. Лившиц защитил докторскую диссертацию. Он занимает должность ведущего специалиста, на протяжении 40 лет бессменно руководит отделом защиты растений, становится лауреатом престижных премий Украинской ССР и СССР. Его избрали Почетным членом Украинского энтомологического общества, присвоили звание профессора.
Работал он бок о бок с женой — Ниной Ивановной Петрушовой, вместе с которой окончил институт и аспирантуру. Супруги год находилось на Кубе в служебной командировке, помогая наладить борьбу с клещами — вредителями растений. Акарологом стал и их сын Андрей Захарович Петрушов.

## Научная деятельность
В первые послевоенные годы Лившиц выполнил многочисленные исследования различных вредителей и болезней плодовых и декоративных культур: оливкового листоблошки, грибов рода Monilia, самшитовой минирующей мухи, жука фигового лубоида, фузариоза саженцев, рака инжира и тому подобное. В промышленных плодовых садах Крыма в те времена накопилось немало проблем: низкий уровень агротехники, высокая численность вредителей и болезней, использование высокотоксичных ядохимикатов. Ученые вместе с практиками разработали новые подходы к защите урожая. Благодаря этому удалось добиться существенного роста доходов от садоводства, уменьшить уровень применения пестицидов. Иссахар Зельманович обосновал принципы интегрированной защиты сада.
Начиная с 1952 года И. З. Лившиц все больше переключается на изучение клещей. Он впервые начал изучать видовой состав и биологию тетраниховых клещей — опасных вредителей плодовых культур и одновременно разрабатывал защитные меры. Значительный вклад внес он в развитие фаунистики и систематики клещей, описав ряд новых для науки видов. На базе экспериментов он сформулировал важное обобщение: 40-50 % процентов времени, необходимого на развитие клеща от яйца до взрослого существа, приходится на эмбриогенез. Фундаментальный трехтомный труд, посвященный клещам почвы, принесла коллективу авторов, в том числе и Иссахару Зельмановичу, Государственную премию СССР (1980); исследования клещей, выполненные им вместе с коллегами и учениками, отмечены Государственной премией Украины.
Под руководством Лившица на базе Никитского ботанического сада в 1960-1980 годах сформировалась мощная научная школа акарологов — лидер советской сельскохозяйственной акарологии. Иссахар Зельманович привлек к работе талантливых исследователей В. И. Митрофанова и Н. М. Кузнецова. Они выполняют фундаментальные исследования по систематике, биологии и способов защиты растений от различных групп клещей и оба становятся докторами биологических наук. Лившиц был научным руководителем при подготовке 18 кандидатских и научным консультантом при выполнении двух упомянутых выше докторских диссертаций. Он автор и соавтор около 200 научных трудов. За многолетний добросовестный и плодотворный труд он награжден орденом Трудового Красного Знамени и медалями.

### Основные работы
- Борьба с вредителями и болезнями плодового сада.;— Симферополь, Крымиздат, 1954. — 19 с. [В соавторстве с Н.И. Петрушовой]
- Вредители плодовых культур. Москва: Сельхозгиз, 1958.— 391 c. [В соавторстве с В. П. Васильевым; (2-е издание — в 1984 году]
- Защита плодового сада от вредителей и болезней.— Симферополь: изд-во «Крым», 1961.— 185 с.  [В соавторстве с Н.И. Петрушовой]
- Древесница въедливая и меры борьбы с ней.— Симферополь: Крым, 1965.— 15 с. [В соавторстве с С. М. Галетенко]
- Preliminares acerca de los acaros «Tetranicos» de Cuba. Centro National Fitosanid, 1968.[В соавторстве с A. Salinas-Croche]
- Клещи рода Bryobia C. L. Koch, 1836 (Acariformes, Bryobiidae).— Ялта: [б. ы.], 1971.— 110 с.(Труды Всесоюз. акад. с.-х. наук им. В. И. Ленина. Гос. Никит. ботан. сад; Т. 51). [В соавторстве с В. И. Митрофановым]
- Определитель обитающих в почве клещей: В 3-х томах. — М.-Л.: Наука, 1975-1978. [В составе авторского коллектива, редактор издания - Н.С. Гиляров ]
- Методические рекомендации по определению перепончатых паразитов вредителей плодового сада (бракониды и афидииды) — Ялта: Гос. Никитский ботанический сад, 1985. — 51 сек. [В соавторстве с В. И. Тобиасом и В. И. Митрофановым]
- Методические рекомендации по изучению растительноядных клещей. — Госуд. Никит. бот. сад: Ялта, 1986. — 47 сек. [В соавторстве с В. И. Митрофановым, Л. А. Рохасом, А. З. Петрушовым]
- Определитель тетраниховых клещей фауны СССР и сопредельных стран (Tetranychidae, Bryobiidae). — Душанбе: Дониш, 1987. 223 с. [В соавторстве с В. И. Митрофановым и З. И. Струковой]
- Вредители сельскохозяйственных культур и лесных насаждений. В 2-х томах. К.: Урожай, 1987. [В составе авторского коллектива]
- Полезная фауна плодового сада: справочник.— Москва: Агропромиздат, 1989.— 319 с. [В составе авторского коллектива]
- Сельскохозяйственная акарология: [монография].— 2-е изд., испр.;— Киев: Аграрная наука, 2013;— 347 с. [В соавторстве с В. И. Митрофановым и А. З. Петрушовым]